# Vochysia awasensis
Vochysia awasensis är en tvåhjärtbladig växtart som beskrevs av Huamantupa. Vochysia awasensis ingår i släktet Vochysia och familjen Vochysiaceae. Inga underarter finns listade i Catalogue of Life.